# Sportler des Jahres 1955 (Deutschland)
Die besten deutschen Sportler des Jahres 1955 wurden am 11. Dezember in Ludwigsburg ausgezeichnet. Veranstaltet wurde die Wahl zum 9. Mal von der Internationalen Sport-Korrespondenz (ISK). Insgesamt gaben 359 Sportreporter und -redakteure aus ganz Deutschland ihre Stimmen ab. Jeder Stimmberechtigte durfte dabei 15 Punkte vergeben (5 Punkte für den 1. Platz, 4 Punkte für den 2. Platz, 3 Punkte für den 3. Platz, 2 Punkte für den 4. Platz und 1 Punkt für den 5. Platz).
Springreiter Hans Günter Winkler wurde mit deutlichem Vorsprung „Sportler des Jahres“. Ein von den Kreidler-Motoren-Werken, Sponsoren des Ludwigsburger Reitervereins, gestifteten Sonderpreis in Form eines Motorrollers, lehnte Winkler unter Hinweis auf das Amateurstatuts für die Teilnahme an den Olympischen Reiterspielen 1956 ab. Er wurde stattdessen an seine Teamkollegin Inge Fellgiebel verschenkt. 
Eine getrennte Wertung von Sportlerinnen und Sportlern gab es nicht, die beste Frau in der Wertung, Rollkunstläuferin Helene Kienzle, wurde „Sportlerin des Jahres“. 
Den Festvortrag hielt Sportphilosoph Ernst Hornickel mit dem Thema: „Elite und Masse, die beiden Pole des modernen Sports“. 

## Rangliste
|     | Sportler/Sportlerin      | Sportart       | Punkte | Erfolge 1955                                                                                          |
| --- | ------------------------ | -------------- | ------ | --- |
| 1.  | Hans Günter Winkler      | Springreiten   | 1256   | Weltmeister                                                                                           |
| 2.  | Gerhard Hecht            | Boxen          | 0680   | Deutscher Meister und Europameister im Halbschwergewicht                                              |
| 3.  | Heinz Fütterer           | Leichtathletik | 0508   | Deutscher Meister im 100-Meter-Lauf, Vizemeister im 200-Meter-Lauf; Hallenweltrekord im 60-Meter-Lauf |
| 4.  | Hermann Paul Müller      | Motorsport     | 0357   | Weltmeister in der 250-cm³-Klasse                                                                     |
| 5.  | Helmut Bantz             | Turnen         | 0201   | Europameister am Barren                                                                               |
| 6.  | Fritz Walter             | Fußball        | 0190   | Kapitän der Nationalmannschaft; Vizemeister mit dem 1. FC Kaiserslautern                              |
| 7.  | Edgar Basel              | Boxen          | 0175   | Europameister im Fliegengewicht                                                                       |
| 8.  | Rudi Pensel Willi Pensel | Radball        | 0165   | Weltmeister und deutscher Meister im Radball                                                          |
| 9.  | Helene Kienzle           | Rollkunstlauf  | 0164   | Deutsche Meisterin und Weltmeisterin im Rollkunstlauf                                                 |
| 10. | Christa Stubnick (DDR)   | Leichtathletik | 0163   | Mit 11,6 s deutscher Rekord im 100-Meter-Lauf                                                         |

Insgesamt wurden 78 Sportlerinnen und Sportler genannt.